# Joseph Ole Lenku
Joseph Jama Ole Lenku, né le 20 octobre 1970, est un homme politique kényan.